# Джахіт Арф
Джахіт Арф (тур. Cahit Arf; 11 жовтня 1910, Салоніки, Османська Імперія — 26 грудня 1997, Стамбул, Туреччина) — один з найвідоміших математиків Туреччини, учень Гельмута Гассе.
Відомий за свій вклад в топологію, ввів інваріант Арфа квадратичної форми характеристики 2, який використовується в теорії вузлів, а також теорему Гассе — Арфа в теорії полів класів.

## Біографія
Джахіт Арф народився 11 жовтня 1910 року в Салоніках, які тоді належали до ОСманської імперії. Після Балканської війни 1912 року його сім'я переїхала в Ізмір, де Джахіт отримав початкову освіту. Після отримання стипендії від Турецького міністерства освіти він продовжив своє навчання в Парижі у Вищій нормальній школі.
Після повернення в Туреччину Арф викладав математику в Галатасарайському ліцеї. З 1933 року він починає викладати на кафедрі математики Стамбульського університету. В 1937 Арф їде працювати в Геттінгенський університет, де отримує ступінь доктора філософії. Його науковим консультантом був Гельмут Гассе, відомий спеціаліст в галузі алгебраїчної теорії чисел.
Потім Арф повернувся на роботу у Стамбульський університет, де пропрацював до свого призначення у Раду Туреччини з науково-технічних досліджень (TÜBİTAK) в 1962 р. Пробувши головою Ради до 1963 року, Арф перейшов на кафедру математики в стамбульський Роберт-Коледж. В 1964—1966 Арф працював у Принстонському університеті, а потім десь рік провів Університеті Каліфорнії в Берклі.
Після повернення в Туреччину Арфа запросили на кафедру математики Середньосхідного технічного університету, де він пропрацював до виходу на пенсію 1980 році.
Арф був лауреатом багатьох премій в галузі математики, зокрема у 1994 році він став Командором Ордена Академічних пальм‎ (Франція).
Джахіт Арф був членом Турецької академії наук. У 1985—89 рр. очолював Турецьке математичне товариство. Вплив Арфа на турецьку математику важко переоцінити. Хоч формально він мав небагато учнів, багато турецьких математиків на початку своєї кар'єри співпрацювали з Арфом.
Джахіт Арф помер 26 грудня 1997 року у Стамбулі у віці 87 років.

## Пам'ять

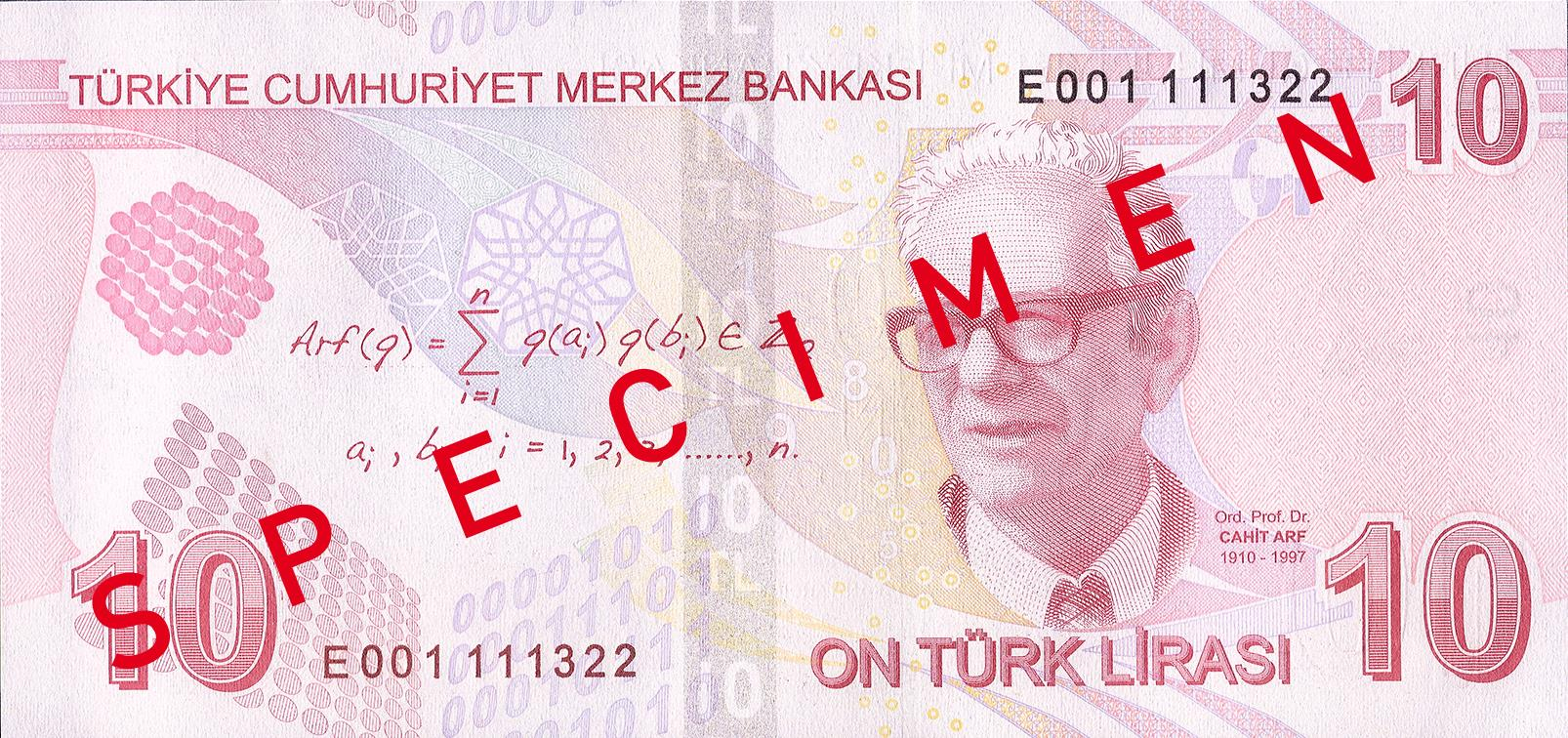
Реверс банкноти у 10 лір (2009))

Турецьке математичне товариство у 1988 видало збірку праць Дж. Арфа
Портрет Арфа зображено на реверсі турецької банкноти номіналом 10  лір, яка випущена в 2009 р.
Кафедра математики [Архівовано 1 квітня 2020 у Wayback Machine.] Середньосхідного технічного університету, починаючи з 2001 року, організовує щороку спеціальні лекції (Arf lectures) пам'яті Арфа.